# Pseudopotamilla oculifera
Pseudopotamilla oculifera är en ringmaskart som först beskrevs av Joseph Leidy 1855.  Pseudopotamilla oculifera ingår i släktet Pseudopotamilla och familjen Sabellidae.
Artens utbredningsområde är Mexikanska golfen. Inga underarter finns listade i Catalogue of Life.